# 排除
| ウィキペディアには「排除」という見出しの百科事典記事はありません（タイトルに「排除」を含むページの一覧/「排除」で始まるページの一覧）。 代わりにウィクショナリーのページ「排除」が役に立つかもしれません。 |